# Hässelby-Vällingby
Hässelby-Vällingby is een stadsdeel in het westen van Stockholm. Op 31 december 2007 had het stadsdeel 61.900 inwoners, een oppervlakte van 19.60 km² en hiermee een bevolkingsdichtheid van 2,999.80 inw./km². Het gebied grenst aan het Mälarmeer en pas in de jaren 50 werd het op grote schaal bebouwd met huizen. Het stadsdeel is in 1998 opgericht als samenvoeging van Hässelby en Vällingby.
In het stadsdeel ligt het bekende Hässelby slot.

## Districten
Het stadsdeel omvat de volgende districten:
- Hässelby gård
- Hässelby strand
- Hässelby Villastad
- Grimsta
- Kälvesta
- Nälsta
- Råcksta
- Vinsta
- Vällingby

## Verkeer en vervoer
Bij de plaats loopt de Länsväg 275.
Stockholm-Oost:
Södermalm · 
Kungsholmen · 
Norrmalm · 
Östermalm

Stockholm-Zuid:
Enskede-Årsta-Vantör · 
Farsta · 
Hägersten-Liljeholmen · 
Skarpnäck · 
Skärholmen · 
Älvsjö

Stockholm-West:
Bromma · 
Hässelby-Vällingby · 
Rinkeby-Kista · 
Spånga-Tensta